# Santibáñez (Cabezón de la Sal)
Santibáñez es una localidad del municipio de Cabezón de la Sal (Cantabria, España). 
Está situado en una hondonada, a 160 metros de altitud y su población es de 55 habitantes. Se encuentra a 2 kilómetros de la capital municipal, en las inmediaciones del río Saja.
De este pueblo era la familia Gayón, de importancia hidalga pues fue caballero de la orden de Alcántara. Habitaron en la casona de Carrejo, actual Museo de la Naturaleza de Cantabria.

## Historia
En el pasado, Santibáñez formó con Carrejo un solo lugar. Santibáñez-Carrejo aparecía como una de las ocho aldeas que formaban el distrito administrativo del valle de Cabezón, dentro de la merindad de las Asturias de Santillana, en el Becerro de las Behetrías de 1352.
Poco conocido es el dato de la batalla que se libró en Santibáñez, en el lugar que es llamado de Santa Lucía, durante la Guerra de la Independencia. Las pequeñas tropas reclutadas en Cantabria, junto con otras venidas de Guipúzcoa, trataron sin suerte de asaltar una fortificación que las tropas francesas habían construido para asentarse a la vera del puente, resultando muertos varios soldados cántabros, y herido de gravedad el capitán del escuadrón, al atravesarle una bala la garganta. Existe en el Archivo de la Guerra civil, situado en Salamanca, una carta original de 1811 que relata esta hazaña.[cita requerida]
Durante el Trienio Constitucional (1820-1823), Santibáñez-Carrejo, junto a Ontoria-Vernejo y Cabezón constituyeron el municipio de Cabezón de la Sal. 

## Patrimonio
Del siglo XVII es la iglesia parroquial, bajo la advocación de San Pedro, en un estilo clasicista barroco. La ermita dedicada a santa Lucía es del XVIII. Es también digna de mención la ermita de San Roque
Queda en el pueblo el Palacio de Gayón, casona de finales del siglo XVII con fachada de cinco arcos de medio punto. Destacan otras casonas de dicha época de gran importancia, con grandes y hermosos blasones, como la casa de Lalia, así como el conjunto de El Algudin.
Existe también en esta población una cueva en la que se han hallado restos prehistóricos de enterramientos de incineración, así como varios objetos. Su último uso fue durante la Guerra Civil, el de proteger a unos cuantos habitantes de Santibáñez y Carrejo que allí se refugiaron.

## Naturaleza
Las vistas desde el monte "el palo" de toda la comarca y valle de Cabezón son algo digno de observar.[cita requerida]
Destaca también el agua, que es recogida por mucha gente de diversos lugares, que vienen a recogerla incluso desde Bilbao, por su frescura y su sabor.[cita requerida]
La prueba ciclista de los 10000 del Soplao incluye a Santibáñez dentro de su recorrido. La carrera pasa por el pueblo y se dirige hacia la ascensión al Alto de San Ciprián cuya cumbre se encuentra entre las montañas que rodean el pueblo de Santibañez.